# Podoces
Podoces es un género de aves paseriformes de la familia de los córvidos, que incluye a cuatro especies. Habitan zonas semidesérticas de Mongolia y Asia central.

## Especies
- Podoces hendersoni Hume, 1871
- Podoces biddulphi Hume, 1874
- Podoces pleskei Zarudny, 1896
- Podoces panderi Fischer von Waldheim, 1821